# San Martino dall'Argine
San Martino dall'Argine es una localidad y comune italiana de la provincia de Mantua, región de Lombardía, con 1.857 habitantes.

## Evolución demográfica
| Gráfica de evolución demográfica de San Martino dall'Argine entre 1861 y 2001 |
|                                                                               |
| Fuente ISTAT - elaboración gráfica de Wikipedia                               |